# Grecia en los Juegos Paralímpicos de Río de Janeiro 2016
Grecia estuvo representada en los Juegos Paralímpicos de Río de Janeiro 2016 por un total de 60 deportistas, 44 hombres y 16 mujeres.

## Medallistas
El equipo paralímpico griego obtuvo las siguientes medallas:
| Nombre                                               | Deporte                    | Evento                       |
| ---------------------------------------------------- | -------------------------- | ---------------------------- |
| Oro                                                  |                            |                              |
| Manolis Stefanoudakis                                | Atletismo                  | Jabalina F54 masculino       |
| Athanasios Konstantinidis                            | Atletismo                  | Peso F32 masculino           |
| Che Jon Fernandes                                    | Atletismo                  | Peso F53 masculino           |
| Pavlos Mamalos                                       | Levantamiento de potencia  | –107 kg masculino            |
| Dimosthenis Michalentzakis                           | Natación                   | 100 m mariposa S9 masculino  |
| Plata                                                |                            |                              |
| Athanasios Konstantinidis                            | Atletismo                  | Maza F32 masculino           |
| Dimitrios Senikidis                                  | Atletismo                  | Peso F20 masculino           |
| Grigorios Polychronidis                              | Bochas                     | Individual BC3 mixto         |
| Panagiotis Triantafyllou                             | Esgrima en silla de ruedas | Sable individual B masculino |
| Bronce                                               |                            |                              |
| Dimitra Korokida                                     | Atletismo                  | Peso F53 femenino            |
| Dimitrios Zisidis                                    | Atletismo                  | Peso F32 masculino           |
| Anna Ntenta Nikolaos Pananos Grigorios Polychronidis | Bochas                     | Dobles BC3 mixto             |
| Dimitrios Bakochristos                               | Levantamiento de potencia  | –54 kg masculino             |